# TRS 1
TRS 1 (Tetrahedron Research Satellite 1), também denominado de ERS 2, foi um satélite artificial estadunidense lançado em 17 de setembro de 1962 mediante um foguete Atlas-Agena a partir da Base  da Força Aérea de Vandenberg.

## Características
O TRS 1 foi o primeiro membro da família de satélites ERS (Environmental Research Satellites), pequenos satélites lançados como carga secundária junto com satélites maiores para fazer testes de tecnologia e estudos do ambiente espacial. O TRS 1 ia acoplado ao satélite de reconhecimento KH-4 12, e ainda que o lançamento teve êxito, o TRS 1 não se desacoplou do satélite principal. A sua missão consistia na observação do cinturão de radiação terrestre após o teste nuclear espacial Starfish Prime, realizado em 9 de julho de 1962 na ilha Johnston, e o estudo da radiação em células solares. Foi injetado em uma órbita inicial de 616,6 km de apogeu e 199 km de perigeu, com uma inclinação orbital de 81,85 graus e um período de 92,8 minutos. Reentrou na atmosfera em 19 de novembro de 1962.